# Схонревурд
Схонревурд (нід. Schoonrewoerd) — село в нідерландській провінції Утрехт. Входить до муніципалітету Вейфгеренланден.
Його площа — 7,81 км², а населення станом на 2021 рік становило 1655 осіб.
Перша згадка про населений пункт датується 14-м сторіччям.
До 1986 року мало статус окремого муніципалітету та було частиною провінції Південна Голландія.

## Галерея

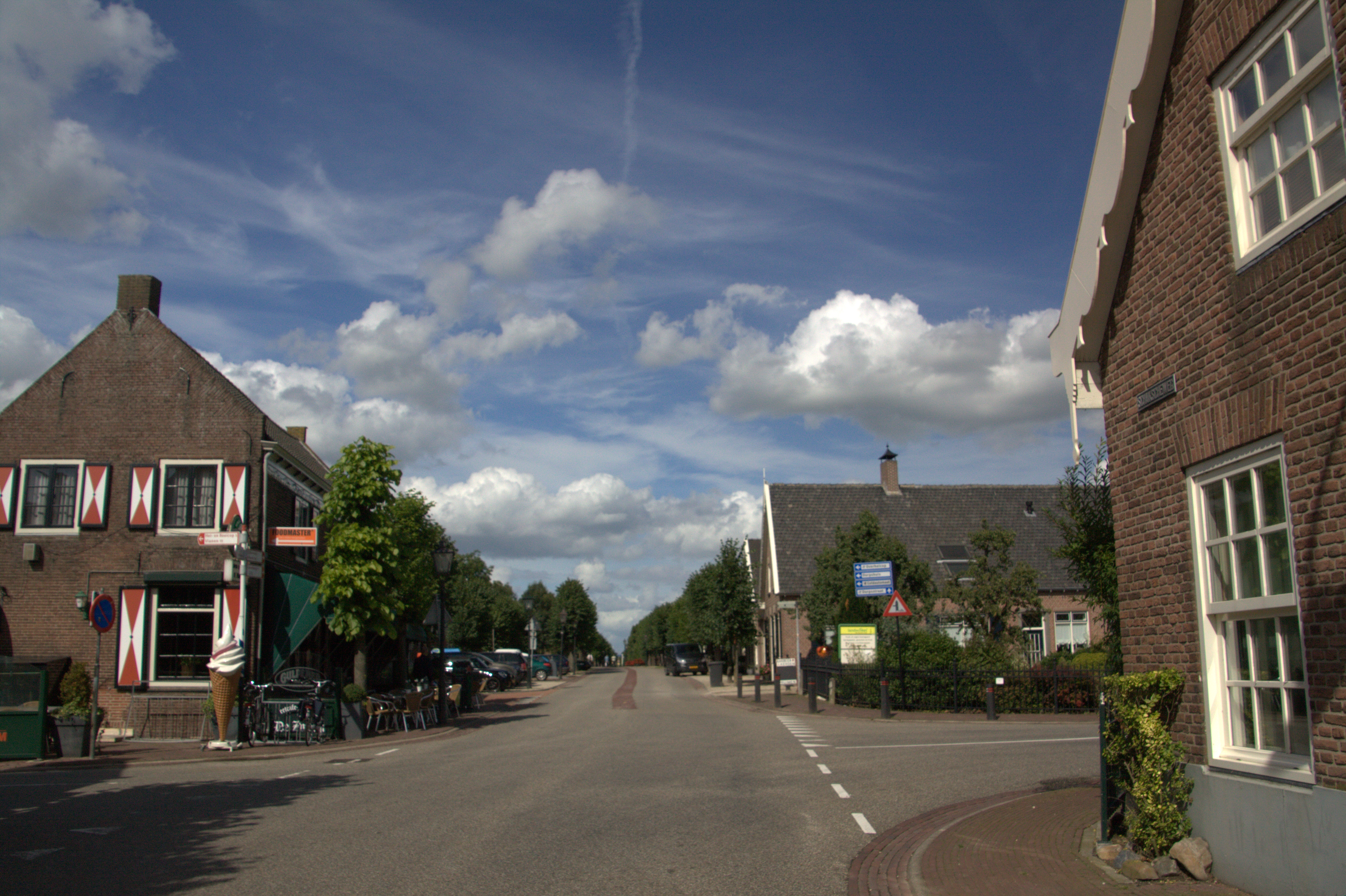
Сільська вулиця
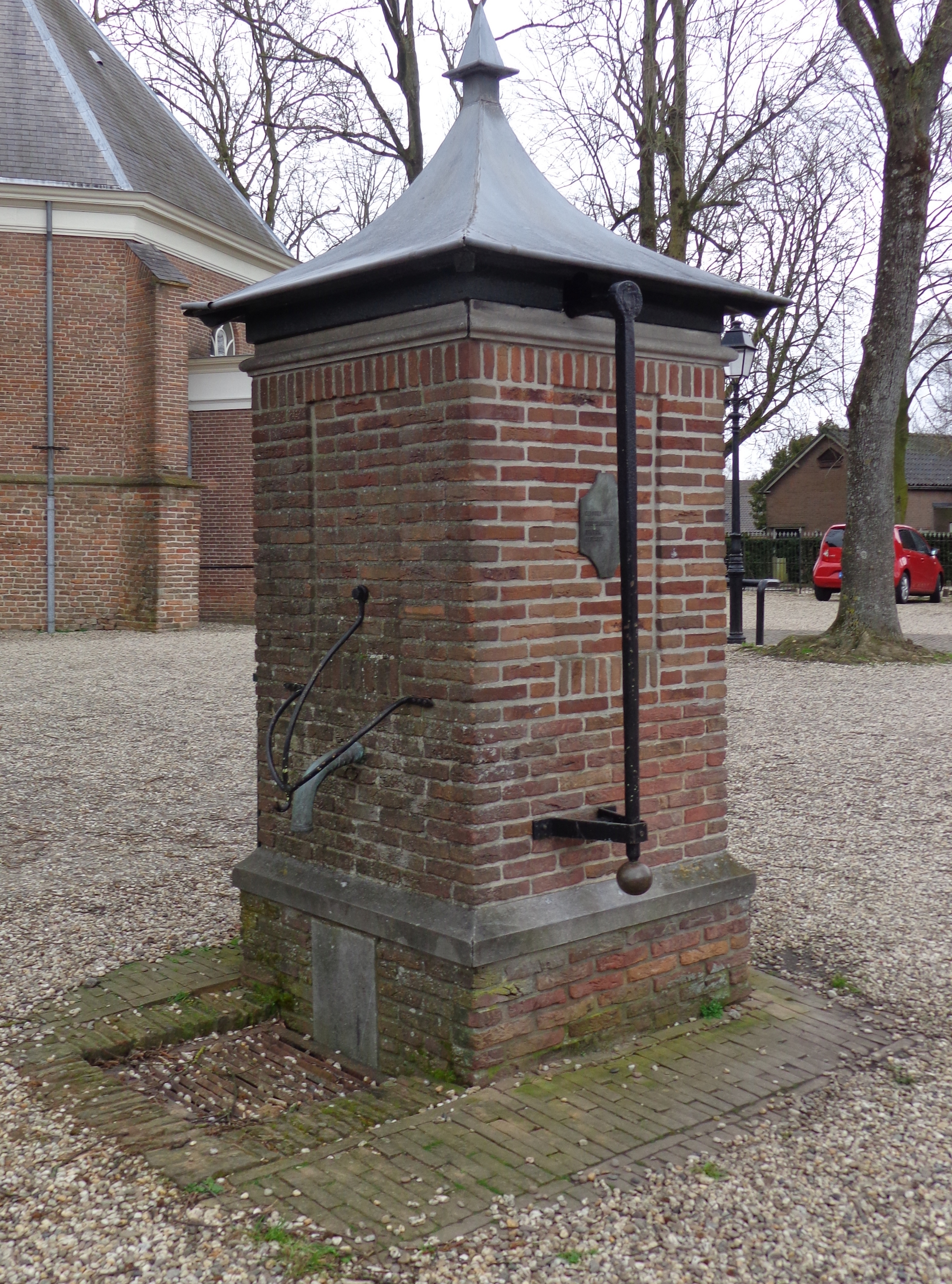
Колонка
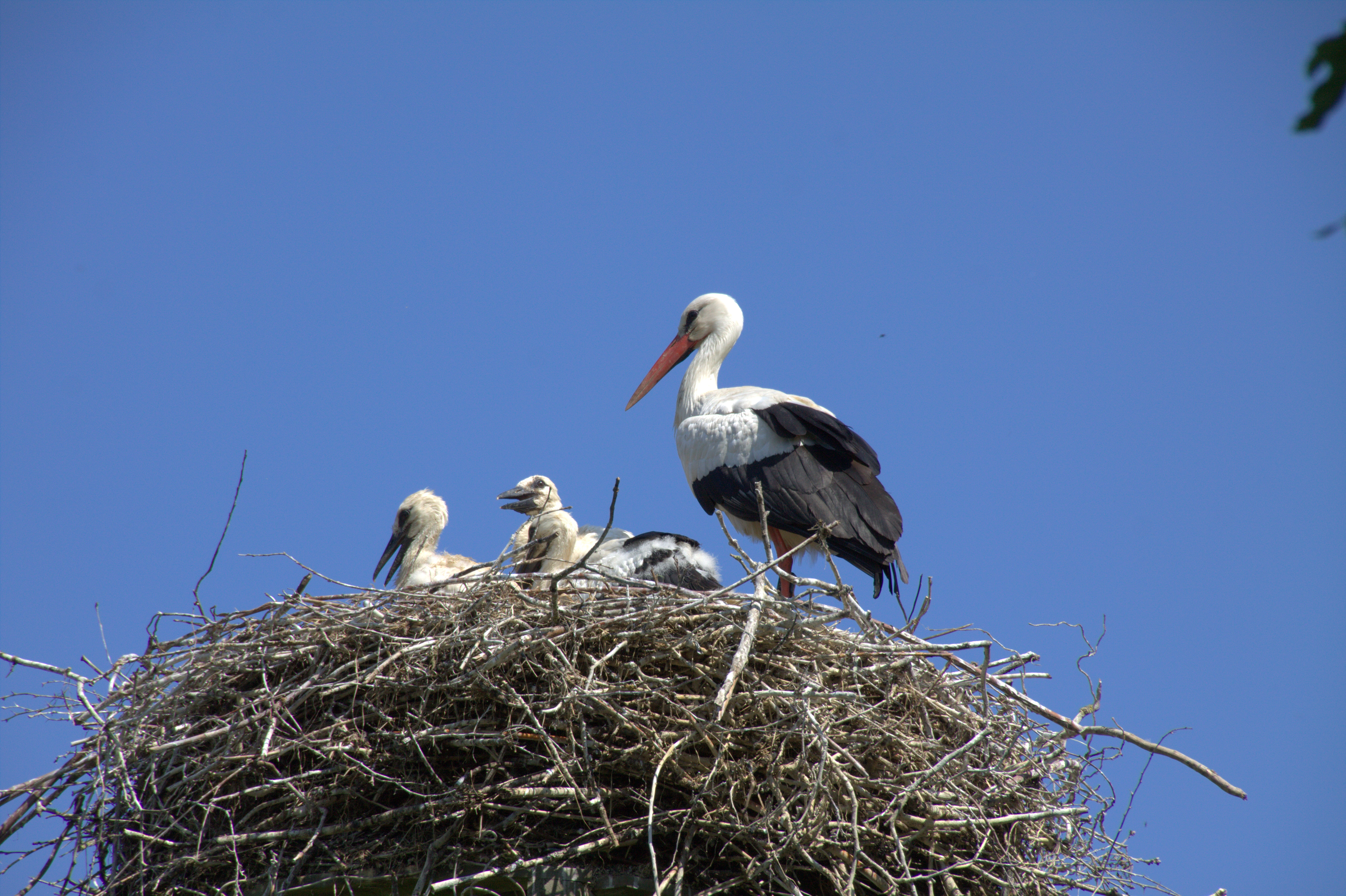
Лелеки у гнізді
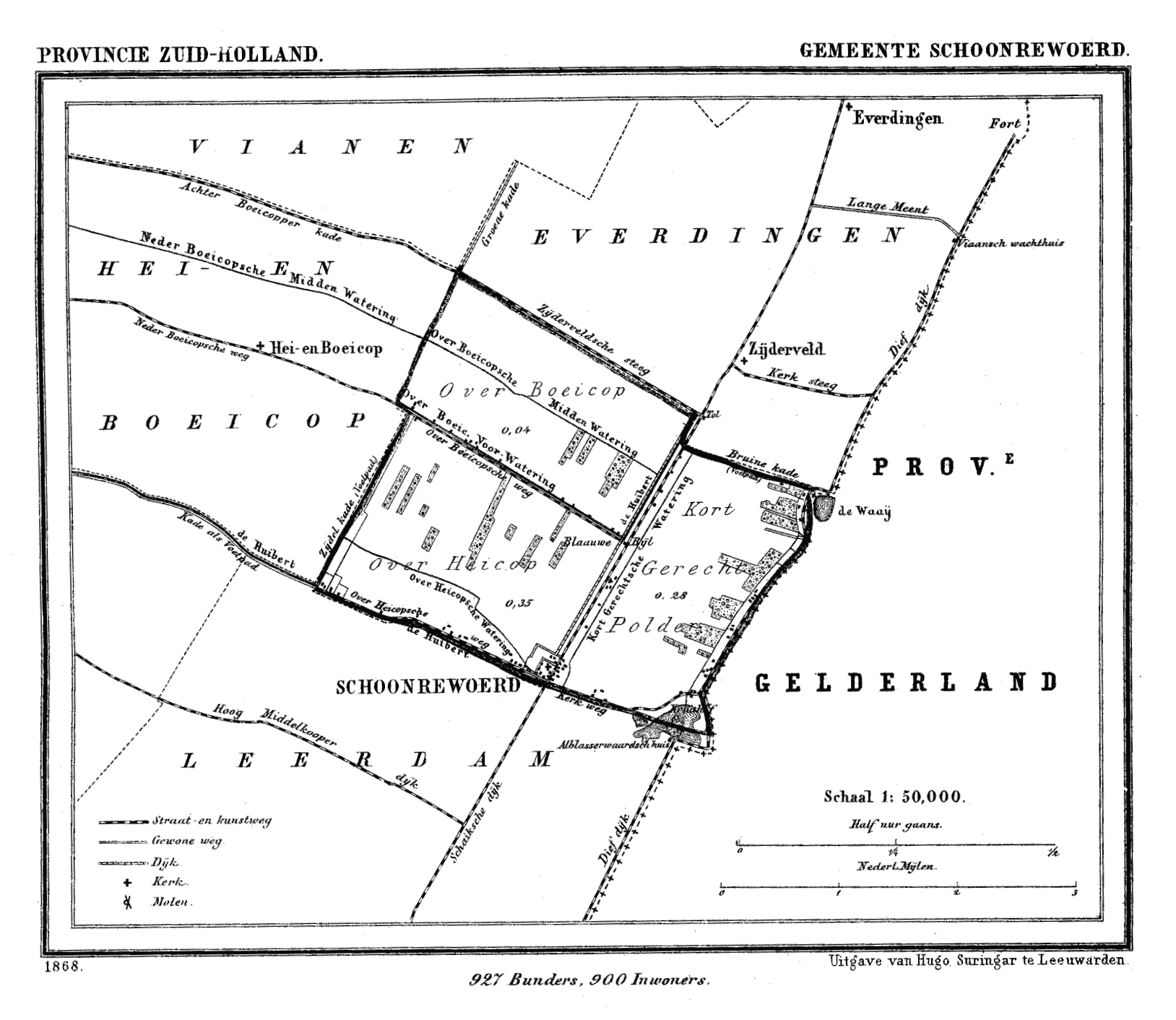
Мапа Схонревурда (1868)